# 地锦苗
地锦苗（学名：Corydalis sheareri）为罂粟科紫堇属下的一个种。

## 扩展阅读
- 維基物種上的相關：地锦苗